# Lisie Błoto
Lisie Błoto – część wsi Chwaszczyno w Polsce, położona w województwie pomorskim, w powiecie kartuskim, w gminie Żukowo. Wchodzi w skład sołectwa Chwaszczyno.
W latach 1975–1998 Lisie Błoto administracyjnie należało do województwa gdańskiego.